# Knipolegus cabanisi
La viudita andina meridional (Knipolegus cabanisi), también denominada comúnmente viudita-negra plomiza (en Perú), viudita alisera o viudita plomiza (en Argentina), es una especie de ave paseriforme de la familia Tyrannidae perteneciente al género Knipolegus. Es nativa de regiones andinas del centro-oeste de América del Sur. Anteriormente era considerada una subespecie de la viudita andina septentrional (Knipolegus signatus).

## Distribución y hábitat
Se distribuye a lo largo de la cordillera de los Andes desde el sureste del Perú (en el este del departamento de Cusco y en el norte del de Puno) hasta el sureste de Bolivia (en los departamentos de Cochabamba, Santa Cruz y Tarija) y el noroeste de la Argentina, en las provincias de: Catamarca, Jujuy, Salta y Tucumán.
Esta especie es considerada de poco común a localmente común en sus hábitats naturales: el interior del sotobosque de selvas montanas húmedas, con menos frecuencia en los bordes; también a lo largo de senderos, claros y bordes de parches de bosques; en fragmentos de alisos (Alnus) y de Podocarpus; y en crecimientos secundarios en laderas a lo largo de cursos de agua. En altitudes entre 700 y 2700 m.

## Características y hábitos
Mide alrededor de 15 cm de longitud. El macho es de color general plomizo con las alas y la cola negra, el pico gris brillante y el iris de color rojo. La hembra es de color general pardo-oliváceo, con estriado ventral claro y timoneras con vexilo externo negro y rufo.
Posada en sitios visibles del estrato medio de los bosques, captura insectos que vuelan mediante la técnica del denominado «vuelo elástico».

## Sistemática

### Descripción original
La especie K. cabanisi fue descrita por primera vez por el ornitólogo alemán Fritz Schulz en 1882 bajo el nombre científico Cnipolegus cabanisi; su localidad tipo es: «cerca de Sauciyaya y Chaquebil, provincia de Tucumán, Argentina».

### Etimología
El nombre genérico masculino «Knipolegus» se compone de las palabras del griego «knips, knipos» que significa ‘insecto’, y «legō» que significa ‘agarrar’, ‘capturar’; y el nombre de la especie «cabanisi», conmemora al ornitólogo alemán Jean Cabanis (1816–1906).

### Taxonomía
La historia taxonómica de este taxón es sumamente compleja, y se encuentra íntimamente relacionada con la de Knipolegus signatus. Anteriormente estos eran tratados como dos especies distintas de géneros separados, K. signatus descrita en el género Ochthodiaeta (después en Myiotheretes) y K. cabanisi en Knipolegus. Autores posteriores generalmente los consideraron conespecíficos, y con el género Knipolegus como el correcto. Posteriormente para algunos eran conespecíficas y para otros eran dos especies que formaban una superespecie. Finalmente, bajo una propuesta de Hosner & Moyle (2012), recién en el año 2013 K. cabanisi pudo ser reconocida como especie plena, resultado de un análisis de ADN mitocondrial de todos los integrantes del género Knipolegus, lo que fue validado por la aprobación de la Propuesta N° 573 al Comité de Clasificación de Sudamérica (SACC). Es monotípica.